# Johann Bernhard von Rechberg
Johann Bernhard hrabě von Rechberg und Rothenlöwen (německy Johann Bernhard Eustach Ludwig Joseph Hermann Johann Nepomuk Karl Anton Wilibald August Graf von Rechberg und Rothenlöwen ) (17. července 1806 Řezno – 26. února 1899 Altkettenhof, Schwechat, Dolní Rakousko) byl německý šlechtic, rakouský diplomat a státník. Od roku 1828 působil v rakouských diplomatických službách, zastával různé funkce v řadě evropských zemí (Prusko, Velká Británie, Belgie, Švédsko) i v zámoří (Brazílie). V letech 1859–1864 byl rakouským ministrem zahraničí (v letech 1859–1861 zároveň ministerským předsedou). Od roku 1864 žil v soukromí, byl členem Panské sněmovny a rytířem Řádu zlatého rouna.

## Životopis

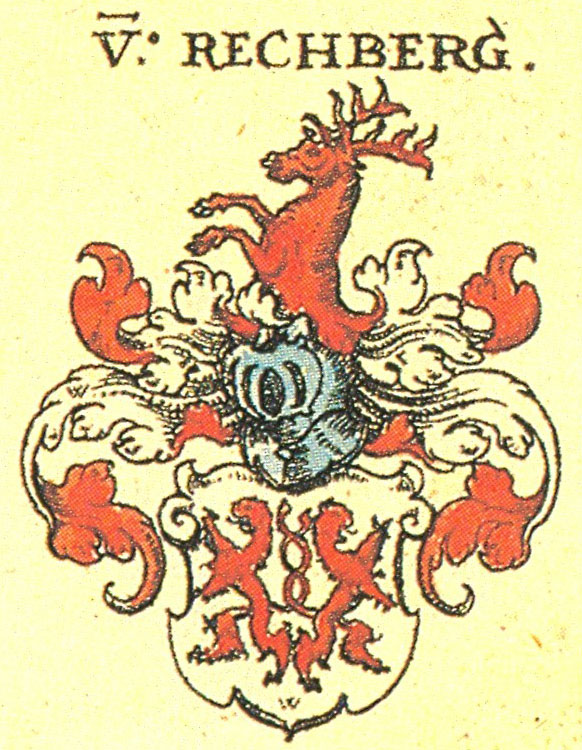
Erb rodu Rechbergů

Pocházel ze šlechtického rodu z Bavorska uváděného již ve 12. století, v této linii povýšeného v roce 1810 do hraběcho stavu. Narodil se jako mladší syn bavorského diplomata a státního ministra hraběte Aloise Rechberga (1766–1849). Studoval na univerzitách ve Štrasburku a Mnichově, kvůli účasti v souboji se ale dostal do nemilosti bavorského krále Ludvíka I. a v roce 1828 přešel do diplomatických služeb Rakouského císařství. V rakouské diplomacii začínal jako attaché v Berlíně (1829), dále byl vyslaneckým radou v Londýně (1830), zplnomocněncem v Darmstadtu (1833) a Bruselu (1837). V letech 1839–1841 působil ve Vídni v úřadu státního kancléře, poté byl vyslaneckým radou ve Stockholmu a v letech 1843–1847 vyslancem v Rio de Janeiro. V roce 1847 se vrátil do Rakouska a v revolučním roce 1848 pomohl odvolanému kancléři Metternichovi na jeho útěku do Anglie, kde měl kontakty z předchozího diplomatického působení (z Vídně odjeli v březnu 1848 s finanční podporou bankéřské rodiny Rothschildů.
Po návratu do Evropy byl v červenci 1848 jmenován rakouským zplnomocněncem u frankfurtského parlamentu. V letech 1851–1853 byl vyslancem (s titulem internuncius) v Istanbulu, poté byl přeložen do Itálie a jako civilní guvernér byl zástupcem místodržitele maršála Radeckého v Miláně (1853–1855). Poté se vrátil do Frankfurtu a v letech 1855–1859 byl prezidiálním vyslancem u Německého spolku (byl zástupcem rakouského císaře, který ve funkci prezidenta formálně figuroval v čele Německého spolku). V důsledku neúspěšné války se Sardinií byl povolán do Vídně a po rezignaci Karla Buol-Schauensteina byl v květnu 1859 jmenován rakouským ministrem zahraničí,, přesně c. k. ministrem císařského domu a zahraničních záležitostí (k. und k. Minister des kaiserlichen Hauses und des Aussern). Ood srpna 1859 byl i předsedou ministerské rady (funkce ministerského předsedy se vzdal v únoru 1861 a nadále zůstal jen ministrem zahraničí). Na rozdíl od svých předchůdců našel společnou řeč s pruským kancléřem Bismarckem, s nímž měl přátelské vztahy. V roce 1863 doprovázel císaře Františka Josefa na sněm německých panovníků ve Frankfurtu. Po boku Pruska se Rakousko zapojilo do války s Dánskem (1864), která pro Rakouské císařství znamenala zisk Holštýnska. V další fázi snah o úpravy poměru v Německu se ale Rechberg dostal do sporu s Bismarckem a kritizován byl i v Rakousku. V říjnu 1864 rezignoval na funkci ministra zahraničí a odešel do soukromí.

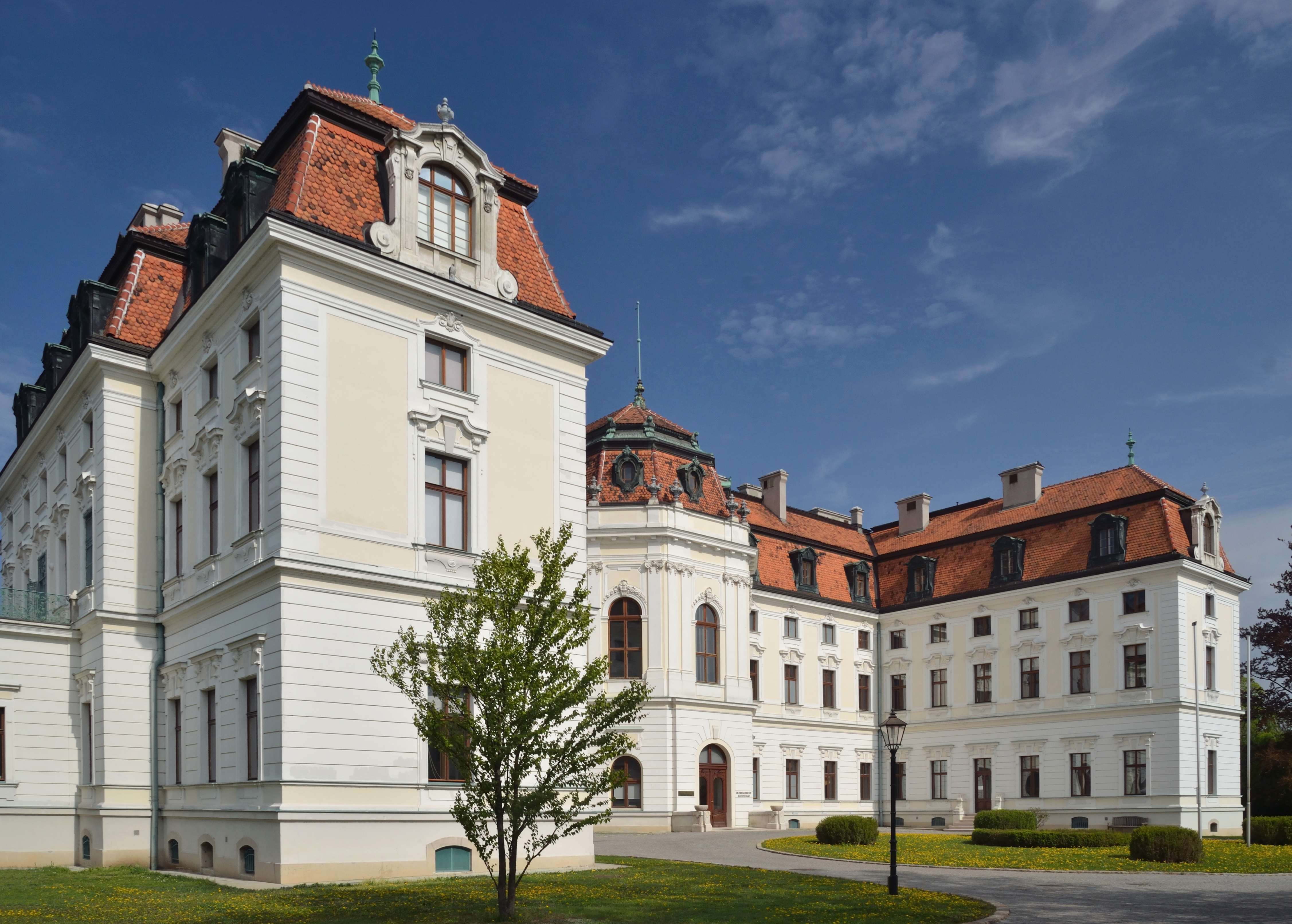
Zámek Altkettenhof (Dolní Rakousko), sídlo Johanna Bernharda Rechberga od roku 1852

Během své kariéry obdržel řadu ocenění v Rakousku i v zahraničí. Byl nositelem Řádu železné koruny I. třídy (1850) a velkokříže uherského Řádu sv. Štěpána (1860). Při odchodu do výslužby získal Řád zlatého rouna (1864). Dále byl nositelem pruského Řádu černé orlice (1860), velkokříže hannoverského Řádu Guelfů (1855), švédského Řádu polární hvězdy (1843) nebo mexického císařského Řádu Guadalupe (1864). Další ocenění získal také v několika německých zemích včetně rodného Bavorska. Od roku 1835 byl c. k. komořím a v roce 1850 byl jmenován c. k. tajným radou. V roce 1861 se stal doživotním členem rakouské Panské sněmovny, jejího zasedání se příležitostně zúčastňoval do roku 1879.
V roce 1852 koupil zámek Altkettenhof ve městě Schwechat poblíž Vídně. Zámek byl v minulosti majetkem vymřelého rodu Blümegenů, Johann Rechberg jej koupil od dalších majitelů a v srpnu 1864 zde hostil kancléře Bismarcka. V roce 1872 prodal zámek bohatému podnikateli v pivovarnictví Antonu Dreherovi. Vymínil si ale doživotní užívání zámku a také zde zemřel, rodina Dreherů se sem pak nastěhovala až počátkem 20. století.
V roce 1834 se oženil s Barbarou Jones (1813–1894), která pocházela z irské šlechtické rodiny a byla dcerou 6. vikomta Ranelagha, svatba se konala na zámku Donzdorf, rodovém sídle Rechbergů ve Württembersku. Z jejich manželství se narodil jediný syn Alois (uváděný též jako Louis) (1835–1877), který byl c. k. komořím. Oženil se s lantkraběnkou Luisou Marií z Fürstenbergu (1840–1925) a měl s ní čtyři dcery.
Johannův starší bratr Albrecht Ulrich (1803–1885) vlastnil několik panství ve Württembersku a Bavorsku, v obou těchto zemích byl také dědičným členem horní sněmovní komory.